# 沈慧虹
沈慧虹（臺灣話：Sím Huī-hông，1967年3月3日—），雲林縣斗南鎮人，長年從事交通運輸和工程建設事務，現任交通部主任秘書及臺灣鐵路公司董事，曾任新竹市副市長、新竹市政府交通處處長、中華郵政董事、交通部參事。

## 簡歷

### 就學
沈慧虹1967年在雲林縣斗南鎮出生，大學就讀淡江大學交通管理系。畢業後當年考上公務人員展開公務員生涯。

### 公務職涯
1989年，通過公務人員普通考試交通行政科後，加入公務員的行列。之後，她在臺北市政府的交通部門服務，包括曾任臺北市監理處辦事員及臺北捷運公司籌備處工程員。
1992年，她在公務人員高等考試的交通行政職系運輸管理類科中及格。在通過交通行政高考後，被分發到農委會林務局阿里山林業鐵路北門車站與阿里山車站各實習三個月，隔年即派任奮起湖車站站長，成為台灣鐵路史上第一位女站長。

#### 臺北市政府時期
1995年，轉往臺北市政府任職，先後擔任臺北市停車管理處技士、臺北市停車管理處副工程司兼股長、臺北市停車管理處正工程司及臺北市停車管理處科長等職。她在陳水扁及馬英九擔任市長期間，協助推動台北市整體停車場規劃。郝龍斌市府時期，因此被調任到發言人室，專職協助跨單位的溝通與彙整卻涉入停車費抽逾期單案件。2010年臺北花博舉行時，她回到市府交通局執行跨單位協調花博交通規劃。其後，她轉任交通部公路總局監理組專門委員。
時任臺北市副市長黃珊珊曾指出，沈慧虹不是傳統公務員，表示她並非政策的執行者，而是政策擘畫者。她指，沈慧虹擔任與民眾溝通及政策規劃的角色。在沈慧虹擔任科長時，就幫忙規劃出台北捷運等交通路網。2014年，沈慧虹擔任柯文哲競選政策白皮書的交通諮詢小組的顧問。

#### 新竹市政府時期
2014年12月，出任新竹市政府交通處處長。2016年5月，獲新竹市市長林智堅拔擢接任新竹市副市長。
2022年6月，獲民主進步黨選對會徵召參選新竹市市長，並申請加入民進黨，但其後未能勝選。

#### 交通部時期
2023年1月，由於原交通部參事謝銘鴻出任臺北市政府交通局局長，對此交通部宣布延攬沈慧虹接任交通部參事。2025年2月4日，沈慧虹調升為交通部主任秘書。

## 選舉紀錄
| 年度 | 選舉屆數               | 選舉區 | 所屬政黨   | 得票數 | 得票率 | 當選標記 | 備註 |
| ---- | ---------------------- | ------ | ---------- | ------ | ------ | -------- | ---- |
| 2022 | 第十一屆新竹市市長選舉 | 新竹市 | 民主進步黨 | 77,764 | 35.68% |          |      |

## 爭議

### 2022年林智堅論文門
2022年7月，前新竹市市長林智堅爆出碩士論文抄襲風波，在2022年8月9日遭到臺大學術倫理委員會建議撤銷碩士學位。然而，沈慧虹卻在同日的臉書貼文中表示其認為林智堅並沒有、也不需要抄襲。表示現在對林智堅的指控是國民黨的抹黑，是國民黨利用龐大的媒體資源進行認知作戰，意圖在毀滅新竹市過去八年以來的施政成績以及摧毀民主機制。

### 赴北市府任職的傳聞
2022年10月1日，吳子嘉爆料沈慧虹在今年2、3月至北市府拜會柯文哲並願擔任十二職等參事。3日，沈慧虹辦公室反駁指吳子嘉求官說造謠並解釋詳情，指出在時任台北市政府交通局長前張哲揚升任秘書長的時候，立委蔡壁如主動安排沈慧虹與柯文哲見面，希望沈慧虹接手臺北市政府交通局整頓北市交通，然而沈慧虹婉拒；去年1月3日，柯文哲與沈慧虹再次碰面，但會中完全未談及十二職等參事職缺一事。而沈慧虹也於3日委由競辦人員對吳子嘉提出《刑法》誹謗罪以及《選罷法》意圖使人不當選散佈虛構事實的告訴。

## 軼聞
- 2022年，民主進步黨立法院黨團總召柯建銘上節目時爆料，台灣民眾黨曾經想說選上臺北市市長要找她（沈慧虹）當副市長，沒想到後來她參選新竹市市長。沈慧虹尷尬回應，黃珊珊曾經有跟她說「如果我沒有下一步規畫的話，大家一起為台北市努力」，大概是好幾個月前的事，那時候她還沒有要參選新竹市市長。[17]

## 外部連結
- 沈慧虹的Facebook專頁
- YouTube上的沈慧虹頻道

| 中華民國政府職務 | 中華民國政府職務                          | 中華民國政府職務 |
| ---------------- | ----------------------------------------- | ---------------- |
| 新竹市政府       |                                           |                  |
| 前任： 李宏生    | 新竹市副市長 · 2016年5月4日－2022年7月3日 | 繼任： 李世珍    |